# Ahmadi ben Khird Tadj al-Din
Ahmadi ibn Khird Tadj-ad-Din o Ahmedi (vers 1335- Amasya 1413) fou el poeta otomà més gran del segle xiv.
Protegit per l'emir de Germiyan, Sulayman Shah (1367-1386) i després pel gendre d'aquest l'otomà Baiazet I i el seu fill Sulayman Celebi. Es va oposar a Mehmet I que tenia el suport de la població a Brusa. Va fer l'elogi fúnebre de Sulayman Celebi (1411) però després va fer poemes dedicats a Ahmet I.
Va escriure a més del seu diwan, i entre d'altres:
- Iskander name
- Djemshid we-Khurshid
- Tarwih et-arwah